# Neil Smith (Linguist)
Neil Smith FBA (eigentlich Neilson Voyne Smith; * 1939) ist ein britischer Linguist und emeritierter Professor für Linguistik am  University College London.
Seine Doktorarbeit befasste sich 1964 mit der Grammatik der Sprache der nigerianischen Nupe. Seitdem betreibt er Forschung zu Sprachsyntax, Spracherwerb, dem Savant-Syndrom sowie generell zur Sprachtheorie, wobei das Werk von Noam Chomsky einen Schwerpunkt bildet.
In den 1990er-Jahren befasste er sich in Zusammenarbeit mit Ianthi-Maria Tsimpli mit Christopher, einem Autisten. Nach den Angaben von Smith und Tsimpli hat Christopher – bezogen auf seine nichtsprachlichen Fähigkeiten – einen IQ zwischen 60 und 70, seine sprachliche Ausdrucksfähigkeit in Englisch ist aber mit normalen englischen Muttersprachlern vergleichbar. Darüber hinaus fällt es ihm auch außerordentlich leicht, neue Sprachen zu erlernen.
Smith leitete von 1983 bis 1990 das Department of Phonetics and Linguistics am University College London, der Fachbereich Linguistik stand von 1972 bis zu seiner Pensionierung im Jahr 2006 unter seiner Leitung.
Smith ist Fellow der British Academy.

## Publikationen
- An Outline Grammar of Nupe (Luzac, 1967)
- The Acquisition of Phonology (Cambridge University Press, 1973)
- Modern Linguistics: The Results of Chomsky's Revolution (with Deirdre Wilson; Penguin, 1979)
- The Twitter Machine: Reflections on Language (Blackwell, 1989)
- The Mind of a Savant (with Ianthi-Maria Tsimpli; Blackwell, 1995)
- Chomsky: Ideas and Ideals (Cambridge University Press, 1999)
- Language, Bananas and Bonobos: Linguistic Problems, Puzzles and Polemics (Blackwell, 2002)